# Біланюк Петро-Борис Терентійович
отець-доктор Петро́-Бори́с Тере́нтійович Біланю́к (4 серпня 1932, Заліщики — 8 вересня 1998, Торонто) — український релігійний діяч, теолог, священник УГКЦ. Доктор богослов'я (1961), доктор філософії (1972). Член НТШ (1962), УВАН (1980) у Канаді. Нагороджений золотою медаллю святих Петра і Павла (1966).

## Життєпис
Народився в м. Заліщиках, де провів перші роки свого життя. Згодом його сім'я перебралася до м. Любліна, у 1949 р. — емігрувала до Канади.
Закінчив Духовну семінарію в Монреалі (1953) та Монреальський університет (1955); навчався в Папському університеті в м. Римі (1955–1965). Від 1962 — професор богослов'я у колегії святого Михаїла Торонтського університету. Захистив докторську дисертацію у Мюнхенському університеті (1961) з теології та історії Церкви; в Українському вільному університеті (УВУ) в Мюнхені (1972) — з філософії.
Викладав у 1960–1970-х рр. в УВУ та Фордемському університеті (США).
Від 1973 — професор церковної історії УВУ в Мюнхені, від 1978 р. — професор богослов'я в Інституті Івана ХХІІІ у Нью-Йорку. Висвячений на священика 18 квітня 1981 р.
Редактор журналу «За рідну церкву» (1966—1972). Редагував разом із Богданом Стебельським «Ювілейний збірник наукових праць з нагоди 100-річчя НТШ і 25-річчя НТШ у Канаді» (Торонто, 1977).
Член Канадського теологічного товариства, Католицького теологічного товариства Америки, Українського історичного товариства, Американської католицької історичної асоціації, Міжнародного товариства політичної психології, Середньовічної академії Америки та ін..
Автор книг та інших наукових праць з церковної історії та культури.
Помер у Торонто.

## Праці
- De Magisterio Ordinario Summi Pontificis. — Toronto, 1966;
- Українська церква, її сучасне й майбутнє. — Торонто–Чикаго, 1966;
- The Fifth Lateran Council (1512—1517) and the Eastern Churches. — Toronto, 1975;
- Studies in Eastern Christianity, vol. 1–2. — Toronto, 1977, 1982.